# Байжансайські рудники
Байжансайські рудники – гірничодобувний комплекс на півдні Казахстану, який провадив розробку поліметалічних родовищ.
Ще в 9 – 10 століттях велась розробка приповерхневих покладів руд в хребті Каратау, зокрема, на рудному полі Байжансай, яке включає кілька родовищ, розміщених у полосі завдовжки 7 км з шириною 2 – 3 км. Кустарний видобуток свинцю відзначено тут і у 1920-х роках. А наступного десятиліття узялись за промислову розробку з метою забезпечити сировиною зведений у регіоні Чимкентський свинцевий завод. В 1939-му утворили Байжансайське рудоуправління, яке того ж року почало поставки руди до Чимкенту, а в 1942-му завершило будівництво першої черги, що включала розробку рудного тіла Аралтау із наступною переробкою руди на місцевій збагачувальній фабриці. 
Повномасштабна розробка рудного поля стала можливою після введення в 1950 та 1952 роках шахт Байжансай та Аксоран, які в подальшому сполучили штреком. Отримані на збагачувальній фабриці свинцевий та цинковий концентрати вивозили автотранспортом до залізничної станції Каратау, звідки відправляли на Чимкентський свинцевий та Усть-Каменогорський цинковий заводи. Враховуючи розташування рудника в ущелині, доступ до якої взимку ускладнювали снігопади, практикували накопичення руди в холодну пору року із вивозом її після сходу снігів (при цьому за літній період провадили завіз предметів матеріально-технічного забезпечення, які б уможливили діяльність рудника та шахтарського поселення протягом кількох місяців).
З 1961-го Байжансайське рудоуправління перепідпорядкували Ачисайському поліметалічному комбінату. Останній вже з 1970-х років через вичерпання запасів найбільш багатих руд (зокрема, і на Байжансайському полі) став планово-збитковим. Як наслідок, із крахом планової економіки стало неможливо продовжувати діяльність і в 1994-му Байжансайський рудник ліквідували. За час перебування у складі Ачисайського комбінату у Байжансаї видобули 12 млн тон руди, з якої отримали 230 тисяч тон свинцю та 87 тисяч тон цинку.